# Eichholz (Naturschutzgebiet)
Eichholz ist ein Naturschutzgebiet auf dem Gebiet der baden-württembergischen Gemeinden Gomadingen und Hohenstein.

## Kenndaten
Das Naturschutzgebiet wurde mit Verordnung des Regierungspräsidiums Tübingen vom 2. September 1985 ausgewiesen und hat eine Größe von 17,0 Hektar. Es wird unter der Schutzgebietsnummer 4.124 geführt. Der CDDA-Code für das Naturschutzgebiet lautet 162889  und entspricht der WDPA-ID.

## Lage und Beschreibung
Das Schutzgebiet liegt rund 1000 Meter nordwestlich des Hohensteiner Ortsteils Eglingen. Es handelt sich um eine im ursprünglichen Zustand erhaltene Kulturlandschaft, die von Flurbereinigungen verschont blieb. Von 168 gefundenen Pflanzenarten werden zehn auf der „Roten Liste“ geführt bzw. sind geschützt. Im Gebiet wurden 30 Arten von Großschmetterlingen festgestellt, zwei davon stehen auf der „Roten Liste“: der Zwergbläuling (Cupido minimus) als wärmeliebende Art und der Märzveilchenfalter (Fabriciana adippe), der als mesophile Art die Waldrandbereiche bevorzugt.
Das Gebiet liegt im Naturraum 094-Mittlere Kuppenalb innerhalb der naturräumlichen Haupteinheit 09-Schwäbische Alb und ist vollständig umschlossen vom Landschaftsschutzgebiet Nr. 4.15.134 Großes Lautertal, es gehört auch zum FFH-Gebiet Nr. 7622-341 Großes Lautertal und Landgericht.

## Schutzzweck
Wesentlicher Schutzzweck ist laut Schutzgebietsverordnung die Erhaltung und Verbesserung eines Lebensraumes, der vom kleinflächigen Wechsel der Hecken, Steinziegel, Nadelholzbestände mit Halbtrockenrasen und verbuschten Bereichen und Wiesen geprägt ist. Der Lebensraum enthält viele seltene und zum Teil vom Aussterben bedrohte Pflanzen und Tierarten, die hier in einer besonderen Artenvielfalt vorkommen.